# عزلة بني حسن (حجة)
عزلة بني حسن هي إحدى عزل مديرية عبس في محافظة حجة اليمنية ويبلغ تعداد سكانها 24328 نسمة حسب التعداد السكاني في اليمن لعام 2004.